# Professional Widow
Professional Widow è un brano musicale della cantautrice statunitense Tori Amos, pubblicato come terzo singolo del suo terzo album in studio.

Il singolo, originariamente di stampo rock, ha raggiunto il successo internazionale nella versione remixata da Armand van Helden, che ha aggiunto un sound house al brano.

## Video musicale
Un videoclip del brano è stato realizzato per la versione remixata Star Trunk Funkin' Mix. Il video presenta una raccolta di clip e immagini tratte da altri video della Amos.

## Tracce

### Hey Jupiter/Professional Widow
Maxi singolo - versione UK
1. Hey Jupiter (The Dakota Version) – 6:03
2. Professional Widow (Armand's Star Trunk Funkin' Mix - Radio Edit) – 3:45
3. Sugar (Live) – 5:43
4. Honey (Live) – 4:19

Vinile
1. Professional Widow (Armand's Star Trunk Funkin' Mix) – 8:08
2. Hey Jupiter (The Dakota Version - Radio Edit) – 4:14
3. Talula (B.T.'s Synethasia Mix) – 11:27

### Remix
US vinile e singolo promozionale
1. Professional Widow (Mr Roy's Cosmic Cottage Mix) – 7:55
2. Professional Widow (Armand's Star Trunk Funkin' Mix) – 8:04

Maxi singolo - versione US
1. Professional Widow (LP Mix) – 4:31
2. Professional Widow (Armand's Star Trunk Funkin' Mix) – 8:08
3. Professional Widow (MK Mix) – 7:20
4. Professional Widow (Just Da Funk Dub) – 3:44
5. Professional Widow (MK Vampire Dub) – 6:56
6. Professional Widow (Armand's Instrumental) – 5:35
7. Professional Widow (Bonus Beats) – 4:31

Maxi singolo - versione europea
1. Professional Widow (It's Got To Be Big) (Armand's Star Trunk Funkin' Mix - Radio Edit) – 3:45
2. Professional Widow (It's Got To Be Big) (Mr. Roy's 7" Edit) – 3:47
3. Professional Widow (It's Got To Be Big) (Armand's Star Trunk Funkin' Mix) – 8:06
4. Professional Widow (It's Got To Be Big) (Mr. Roy's Cosmic Cottage Mix) – 7:55
5. Professional Widow (It's Got To Be Big) (Just Da Funk Dub) – 3:31

## Classifiche
| Paese                          | Posizione massima |
| ------------------------------ | ----------------- |
| Billboard Dance Club Play Song | 1                 |
| Australia                      | 17                |
| Belgio (Fiandre)               | 22                |
| Belgio (Vallonia)              | 22                |
| Germania                       | 38                |
| Italia                         | 1                 |
| Norvegia                       | 17                |